# رود تویو
رود تویو (به ژاپنی: 豊川 とよがわ) (به لاتین: Toyo River) یک رود در ژاپن است که در استان آیچی واقع شده‌است.